# Archivio Botanico
Archivio Botanico (abreviado Arch. Bot. (Forlì)) es una revista con descripciones botánicas que fue editada en Forlì (Italia). Se publicaron los números 11-31, en los años 1935-55. Fue precedida por Arch. Bot. Sist..	